# Paraloboderus glaber
Paraloboderus glaber – gatunek chrząszcza z rodziny sprężykowatych z podplemienia Dicrepidiina, umieszczony w rodzaju monotypowym.
Owad osiąga długość 15,5-18,0 mm.
Jest to owad barwy czerwonawobrązowej o grubych, nienastroszonych, krótkich i żółtawych włosach.
Czoło tego chrząszcza, kształtem zbliżające się do pięciokąta, jest łódkowate, o długości mniejszej od szerokości, wklęsłe pośrodkowo od strony przedniej. Ma ono umiarkowanie szorstką i gęstą punktuację. Czułki cechują się ząbkowaniem i u samców, i u samic. Zbudowane są z 11 segmentów. Ich podstawa jest węższa od oka. 2. segment ma kształt trójkątny, jest wydłużony, przewyższa długością następny segment. Ostatni z antenomerów wykazuje zwężenia na końcu. Górna warga kształtu przywodzącego częściowo na myśl elipsę wyróżnia się zaokrąglonym brzegiem dystalnym.
Pokrywy uległy wydłużeniu.  Także eedagus samca jest wydłużony, ale jego część podstawna jest krótsza, niż boczne, proste u czubka. Płat pośrodkowy, nieco dłuższy od paramerów, jest u czubka zaokrąglony.
Ostrogi na goleniach są długie. Występują 1-3 niewielkie blaszki na odpowiednich tarsomerach.
Chrząszcz żyje w Argentynie oraz w Boliwii.